# Billie Holiday
Billie Holiday (født Eleanora Fagan; 7. april 1915 – 17. juli 1959) var en amerikansk jazz- og swing-musik sanger. Med tilnavnet "Lady Day", opfundet af hendes ven og musiske partner, Lester Young, har Holiday som artist gjort et væsentligt bidrag til jazzmusik og måden at synge popmusik på. Hendes vokalstil, som var meget influeret af jazzinstrumentalister, har banet vejen for nye måder at bruge frasering og tempo. Hun var kendt for sin vokal og sin evne til at improvisere.
Efter en turbulent barndom, begyndte Holiday at synge på natklubber i Harlem, hvor producer John Hammond opdagede hende. Hun fik en pladekontrakt med Brunswick i 1935. Sammen med Teddy Wilson producerede hun hittet "What a Little Moonlight Can Do", som siden blev en jazz-standard. Op igennem 1930'erne og 1940'erne fik Holiday generel succes og var tilknyttet pladeselskaber som Columbia og Decca. I slutningen af 1940'erne kom hun ud i flere juridiske problemer og indledte et stofmisbrug. Efter en kort fængselsdom optrådte hun ved en udsolgt koncert i Carnegie Hall. Op igennem 1950'erne havde hun flere succesfulde koncertoptrædner med endnu to udsolgte koncerter i Carnegie Hall. Hendes sidste værker blev, grundet personlige problemer og en forandret stemme, modtaget med blandede anmeldelser, men var fortsat nogenlunde succesfulde. Hendes sidste album, Lady in Satin, blev udgivet i 1958.
Holiday døde den 17. juli 1959 grundet hjerteproblemer, 44 år gammel.
Holiday vandt fire Grammy Awards, alle posthumt, i kategorien "Best Historical Album". Hun blev indlemmet i Grammy Hall of Fame og National Rhythm & Blues Hall of Fame. I 2000 blev hun også indlemmet i Rock & Roll Hall of Fame for hendes tidligere værker; og deres hjemmeside skrev ligeledes at "Billie Holiday changed jazz forever". Hun blev udråbt som en af "50 Great Voices" af NPR og blev placeret som nummer fire på Rolling Stones liste "200 Greatest Singers of All Time" (2023). Der er blevet produceret flere film omhandlende hendes liv, den seneste værende The United States vs. Billie Holiday (2021).

## Liv og karriere

### 1915–1929: Barndom
Eleanora Fagan blev født den 7. april 1915, i Philadelphia til det afroamerikanske ugifte teenagepar Clarence Halliday og Sarah Julia "Sadie" Fagan (pigenavn Harris). Hendes mor flyttede til Philadelphia som 19-årig, efter at hun var blevet smidt ud fra sine forældres hjem i Sandtown-Winchester i Baltimore, Maryland, fordi hun var blevet gravid. Uden støtte fra sine forældre, arrangerede hun med sin ældre, gifte halvsøster, Eva Miller, at Holiday kunne blive hos hende i Baltimore. Kort efter Holiday blev født, forlod hendes far familien for at forfølge en karriere som jazz-banjo-spiller og guitarist. Historikere har betvivlet Holiday's faderlige ophav, da en kopi af hendes fødselsattest, fundet i Baltimores arkiver, havde en "Frank DeViese" nedskrevet som hendes far. Andre historikere ser dette som en fejl, som muligvis er blevet skrevet af en ansat ved hospitalet eller det offentlige. DeViese boede i Philadelphia, og Sadie har muligvis mødt ham gennem hendes arbejde. Harris blev gift med Philip Gough i 1920, men ægteskabet varede kun i få år.
Holiday voksede op Baltimore og havde en svær barndom. Hendes mor tog ofte såkaldt "transportsarbejde" på passagertog. Holiday blev heraf hovedsagligt passet af Eva Millers svigermor, Martha Miller, og led herunder af sin mors fravær og at blive passet af forskellige igennem det første årti af sit liv. Holidays selvbiografi, Lady Sings the Blues, udgivet i 1956, fortæller ikke meget om hendes tidlige liv, men en del bekræftes af jazzhistoriker Stuart Nicholson i hans biografi om Holiday fra 1995.[kilde mangler]
Holiday pjækkede ofte fra skole, hvilket til sidst resulterede i, at hun blev stillet for en ungdomsret som ni-årig. Hun blev herefter sendt til House of the Good Shepherd, en katolsk reformeringsskole for piger, hvor nonnerne låste hende inde i et værelse med en afdød pige natten over som straf for Holidays utidige opførsel. Oplevelsen var traumatiserende for hende, og i de følgende mange år "drømte jeg om det og vågnede op, fordi jeg skreg og hylede". Ni måneder senere, den 3. oktober 1925, blev hun løsladt til sin mors varetægt. Sadie havde åbnet en restaurant, The East Side Grill, hvor mor og datter begge arbejdede. Holiday gik ud af skolen som 11-årig.

### 1929–1935: Tidlig karriere
Holiday begyndte som ung teenager at synge på natklubber i Harlem. Hun fik inspiration til sit professionelle pseudonym fra Billie Dove, en skuespiller hun beundrede, og Clarence Halliday, sin far. I begyndelsen af sin karriere brugte hun sin fars efternavn, "Halliday", men hun ændrede det senere til "Holiday", som blev hendes kunstnernavn. Den unge sanger indledte et samarbejde med en nabo, tenorsaxophonist Kenneth Hollan. De optrådte som duo fra 1929 til 1931, hvor de optrådte på spillesteder som Grey Dawn, Pod's and Jerry's og Brooklyn Elks Club. Som hendes omdømme spredtes, sang hun på klubber og spillesteder, som Alhambra Bar and Grill, hvor hun mødte Charles Linton, en sanger, som senere arbejdede med Chick Webb. Det var også under denne periode at hun igen fik kontakt med sin far, som spillede i Fletcher Henderson's band.
I slutningen af 1932, erstattede den 17-årige Holiday sangeren Monette Moore på Covan's, en natklub på West 132nd Street. Producer John Hammond, som var stor fan af Moore og som var kommet for at høre hende synge, oplevede Holiday der for første gang i starten af 1933. Hammond fik efterfølgende arrangeret at Holiday fik pladedebut som 18-årig, i november 1933, sammen med Benny Goodman. Hun indspillede to sange: "Your Mother's Son-In-Law" og "Riffin' the Scotch", hvor den sidstnævnte blev hendes første hit. "Son-in-Law" solgte 300 eksemplarer og "Riffin' the Scotch", frigivet den 11. november, solgte 5000 eksemplarer. Hammond var imponeret af Holidays måde at synge på og udtalte om hende: "Hendes sang ændrede næsten min musiksmag og mit musiske liv, fordi hun var den første kvindelige sanger, jeg har mødt, som faktisk sang som et improvisering jazz-geni." Han sammenlignede Holiday med Armstrong og sagde at hun havde en god sans for lyrisk indhold i en ung alder.
I 1935 havde Holiday en mindre rolle som en kvinde, der overfaldes af sin elsker i Duke Ellingtons korte musicalfilm Symphony in Black: A Rhapsody of Negro Life. Hun sang "Saddest Tale" i sin scene.

### 1935–1938: Samarbejde med Teddy Wilson
I 1935 indgik Holiday en pladekontrakt med Brunswick Records gennem John Hammond, hvor hun skulle indspille popnumre med pianist Teddy Wilson, i en swingstil for den hastigt voksende jukebox-bølge. De havde mulighed for at improvisere under indspilningerne og Holidays måde at improvisere og tilpasse melodier til sangens overordnede stemning var yderst talentfuld. Deres første numre inkluderede "What a Little Moonlight Can Do" og "Miss Brown to You", hvor den første blev Holidays første hit. Brunswick var i starten ikke åbne for idéen om indspilningerne, da producerne ønskede at Holiday skulle lyde mere som Cleo Brown. Efter "What a Little Moonlight Can Do" viste sig successfuld, begyndte selskabet dog at overveje Holiday som soloartist. Ét år senere indspillede Holiday under sit eget navn sange for Vocalion Records under sessioner produceret af Hammond og Bernie Hanighen. Hammond udtalte at Wilson-Holiday-indspilningerne fra 1935 til 1938 viste sig at være meget værdigfulde for Brunswick. Ifølge Hammond var Brunswick på tidspunktet tæt på bankerot og ikke i stand til tiltrække nok jazz-musik-aftaler. Wilson, Holiday, Young og andre musikere kunne leje studiet uden kontrakter, hvilket gjorde indspilningsomkostningerne langt lavere. Brunswick betalte Holiday et fast honorar i stedet for royalties, hvilket sparede firmaet penge. "I Cried for You" solgte 15.000 eksemplarer, hvilket Hammond kaldte "et kæmpe hit for Brunswick.... De fleste plader, der tjente penge, solgte for omkring tre til fire tusinde.."
En anden hyppig akkompagnatør var tenorsaxofonisten Lester Young, som havde boet i Holidays mors hus i 1934, og som Holiday havde et godt forhold til. Young udtalte: "Jeg tror, man kan høre det på nogle af de gamle plader, du ved. Nogle gange ville jeg sætte mig ned og lytte til dem selv, og det lyder som to af de samme stemmer ... eller den samme sindstilstand, eller noget i den stil."  Young gav Holiday tilnavnet "Lady Day", og hun kaldte ham "Prez".

### 1937–1938: Arbejde for Count Basie og Artie Shaw
I slutningen af 1937 havde Holiday en kort periode som sanger for et big-band med Count Basie. Rejseforholdene for bandet var ofte dårlige; bandet havde flere enkelt-aftensoptrædner, og måtte flytte fra by til by med meget uforudsiglighed. Holiday valgte selv sangene som hun optrådte med, og var med i planlægningen af optrædnerne, hvor hun valgte at portrættere sin udviklende persona som en kvinde uden held i kærlighed. Hendes sange inkluderede "I Must Have That Man", "Travelin' All Alone", "I Can't Get Started" og "Summertime", Holidays hit fra 1936, som stammede fra George Gershwin's opera Porgy and Bess året før. Basie blev vant til Holidays store involveringen i bandet og udtalte: "Når hun øvede med bandet, handlede det virkelig bare om at få sangene til lyde som hun ønskede, fordi hun vidste, hvordan hun ville lyde, og man kunne ikke fortælle hende, hvordan hun skulle gøre." Nogle af de sange som Holiday optrådte med Basie blev indspillet. "I Can't Get Started", "They Can't Take That Away from Me" og "Swing It Brother Swing" blev alle tilgængelige for salg. Holiday kunne ikke deltage under indspilningnerne med Basie, men hun havde mange af hans musikere med under sin indspilningssession med Teddy Wilson.

## Strange Fruit
Holiday var tyve år, da jazz-komponisten John Hammond hørte hende synge. Han mente, hun var den største sanger, han havde hørt, og med hans støtte fik hun arbejde sammen med Benny Goodman, Teddy Wilson, Duke Ellington, Ben Webster og måske vigtigst saxofonisten Lester Young. Young og Holiday forblev nære venner hele livet og skabte store glansnumre. Men først i 1939 fandt Holiday frem til Strange Fruit (= mærkelig frugt) af Abel Meeropol. Den blev hendes signatursang. Den handler om tre borgerrettighetsforkæmpere, som i 1930'erne blev lynchet og hængt i et træ af Ku Klux Klan i Sydstaterne. Hun blev jævnlig nægtet at fremføre den uden for Harlem. I en af klubberne i 52. Street slog bartenderen aftenens bon'er ind i kassen, når hun sang Strange Fruit, så kasseapparatet larmede og overdøvede hende. I selvbiografien står der, at hun straks syntes om sangen, fordi den på sit vis også handlede om hendes fars død. Clarence Holiday fik en lungesygdom pga. giftgas ved fronten i første verdenskrig. To år før hans datter fik teksten til Strange Fruit, blev han dårlig under en turné i Texas og kørt fra sygehus til sygehus, der nægtede at modtage en farvet patient. Han døde af lungebetændelse på afdelingen for farvede ved veteransygehuset i Dallas.
Under et forsøg på at glatte sit krusede hår ud, skal Holiday være kommet til at brænde hovedbunden med tangen. Pigen, der solgte cigaretter og blomster, skal have stukket en hvid gardenia til hende, som hun pyntede på skaden med.  Hendes varemærke blev blomsten i håret og en minkpels. En gang hun opdagede at to fulde sømænd slukkede cigaretter i hendes pels, der lå i baren, smed hun dem rasende ud af klubben. Så bad hun veninden Thelma Carpenter om at holde minkpelsen, mens hun gik løs på dem med de bare næver og slog dem ned. Holiday slog lige så meget, som hun blev slået; hun gik med et barberblad i strømpeholderen og ridsede sine kærester op med knive, gafler og knuste flasker. Hun indledte også forhold til kvinder. 

## Privatliv
Holiday giftede sig med trombonespilleren Jimmy Monroe 25. august 1941, selv om både hendes mor og manageren Joe Glaser advarede hende mod ham. Moren ville ikke engang slippe ham ind i lejligheden, hun delte med sin datter. Men så kom Holiday hjem med vielsesattesten og smed den på bordet foran sin mor. Hun sagde, at hun ikke kunne tænke sig at være sammen med en mand, der ikke kendte til hendes fortid, eller selv havde en fortid. Det drejede sig nok om voldtægten, måske også om prostitution. Hun sagde, at den sang, der bedst beskrev hendes ægteskab med Monroe, var Don't Explain. Den skrev hun teksten til, da han en aften kom hjem med læbestift på kraven. "Du skal ikke ulejlige dig med at forklare noget," havde hun sagt. "Gå og tag et bad." 
I 1947 havde hun en rolle som hushjælp i filmen New Orleans, hvor hun sang to store numre med Louis Armstrongs band. 
Hun var stadig gift med Monroe, da hun flyttede sammen med trompetisten Joe Guy, som også solgte hende narkotika. Efterhånden blev hun så medtaget af sit rusmisbrug, at publikum måtte vente i timer, før hun gik op på scenen, og klubejerne insisterede på en klausul i kontrakten om, at hun ikke fik betaling, hvis hun ikke mødte op i tide.  Simone de Beauvoir så hende gå omkring blandt gæsterne på en jazzklub i 1947: "Hun er der, hun smiler, hun er meget smuk i en lang hvid kjole, hendes sorte hår er glattet ud ved hjælp af en god permanent, det falder glat og blankt omkring hendes lysebrune ansigt. Det ser ud, som om hendes pandehår er støbt i mørkt metal. Hun smiler, hun er køn, men synger ikke. Folk siger, hun er narkoman, og at hun sjælden synger nu." Samme år døde Holidays mor. Selv blev hun arresteret for opbevaring af heroin og dømt til otte måneder i Alderson-fængslet i Virginia. Hendes registreringspapirer oplyser, at hun medbragte seks dollar og 34 cent i lommen, var 1,70 m høj og vejede 77 kilo. Som erhverv stod opført sang og husarbejde. Hun virkede "usammenhængende i sine ræsonnementer". 
Politiet var ude efter Joe Guy, men Holiday nægtede at vidne mod ham og sagde, at heroinen var hendes. Efter fængselsopholdet skilte hun sig fra Monroe og flyttede fra Guy. Hun kom i stedet sammen med den voldelige og kontrollerende John Levy, som skaffede hende en lejlighed i Queens med en rund seng, som lignede den, hendes ungdomsidol filmstjernen Billie Dove havde sovet i. Pga. dommen fra 1947 blev hendes New York City kabaretkort inddraget, så hun de sidste tolv år af sit liv ikke kunne optræde i andre af byens klubber end Ebony-klub, som blev drevet af John Levy. Han havde indgået aftale med politiet om, at de ikke inspicerede hans klub så ofte. Holiday kunne nu optræde igen, men Levy tog til gengæld alt, hvad hun tjente. Da hendes eksmand, Monroe, kom til klubben i håb om en forsoning, jagede Levy ham væk.  Da Holiday og Levy i 1950 besøgte San Francisco, brød politiet ind på deres hotelværelse. Levy bad Holiday om at skylle en lille pakke opium og en pibe ned i toilettet, men hun var ikke hurtig nok. I retten forklarede hun, at hun blot havde gjort, hvad hendes mand bad hende om. Politimanden George White udtalte: "Det var lige ved, at hun satte sig ved et klaver og sang My Man." Levy slap fra anklagerne, men Holiday ville væk fra ham. Han gemte hendes minkpels i håb om, at hun ikke rejste uden den. Men Holiday fandt sin mink, listede sig sammen med hunden ned ad bagtrappen og forsvandt for altid ud af Levys liv. Han døde af en hjernesvulst to år før hende.
28.marts 1952 giftede hun sig med Louis McKay, der havde forbindelser til mafiaen. Ved hendes død var de separeret. Som hendes andre mænd var han voldelig, men han forsøgte at få hende ud af stofmisbruget. Hun drillede og provokerede ham, til hun var sikker på, at han ville slå. Pianisten Carl Drinkard observerede parret i en hotellobby, hvor Holiday kaldte McKay motherfucker, til han slog hende med knytnæven, greb hende før hun ramte gulvet, og bar hende op på værelset. Lige efter kom hun nok så fornøjet ned igen. "Det er det klareste billede, jeg kan give af hende," skrev Drinkard. "Slået ned det ene øjeblik, og trippende forbi i det næste, som om hun lige kom ud af bruseren." Drinkard selv forlod Holiday ni gange, fordi han ikke kunne holde ud at arbejde for hende. Han vendte dog tilbage hver gang. 

## Sidste tid
Lena Horne kunne ikke huske at have talt med Billie Holiday om andet end hunde, og Holiday viste da også sine kæledyr en omtanke og punktlighed, ingen andre nød godt af. Terrieren Moochie, som hun havde fået af Lester Young, sad angiveligt uden for klubberne, hvor Holiday sang, og slog som en metronom takten med halen. Bokseren Mister kunne lide at sidde i garderoben, så den kunne høre, når hun sang. Den vidste, hvornår det var tid til at gå på scenen, og hentede hende i baren. Joe Guy havde lært Mister at gå alene hen i parken, hvor han blev mødt af en pusher, der fæstede en lille pakke hvidt pulver i dens halsbånd. Så løb den hjem til Billie på Braddock Hotel på 126.Street lige ved Apolloteatret. Rygtet forlød, at også Mister var på heroin, mens den anden hund, Pepi, holdt af gin. Holiday fik Pepi med i cellen, da hun blev arresteret i Philadelphia i 1956. Pepi var en chihuahua og holdt de andre indsatte vågne med sin gøen. Holiday pakkede hunden ind i sin minkpels. 
Da Holiday faldt sammen i sin lejlighed 31. maj 1959, blev hun først kørt til Knickerbocker-sygehuset i Harlem, men da ingen vidste, hvem der skulle betale for opholdet, blev hun sendt videre til Metropolitan-sygehuset, hvor hun blev lagt i ilttelt. Så snart hun slap uden for teltet, begyndte hun at ryge. Midt om natten ringede hun til sin sagfører og klagede over en dryppende vandhane: "Det ville normalt ikke genere mig," sagde hun, "men rytmen er forkert, den swinger ikke." Da der blev fundet heroin i hendes papirlommetørklæder, blev hun arresteret i sygesengen. Fordi politi og sygehus ikke kunne enes om, hvorvidt en narkoman skulle behandles i fængsel eller sygehus, blev to vagter sat udenfor sygeværelset. Ægtemanden McKay læste salmer højt for hende, og hun sagde til sin biograf, at hun altid havde været religiøs, men hvis hendes lort af en ægtemand også troede på Gud, måtte sagen op til vurdering. Hun skældte plejerne ud og forlangte en øl og var lige ved at sætte ild til sig selv med alle sine cigaretter. Til sidst faldt hun i koma og døde natten til den 17. juli. Enkemanden, McKay, ringede til hendes veninde Annie Ross lige efter begravelsen, og sagde, at hans kone havde ønsket, at Ross skulle arve minkpelsen. Hun kunne få den, hvis hun gav ham 500 dollars.

### Bemærkninger
1. ↑  Ostendorf, May 1993, s. 201–202.
2. ↑  Rock & Roll Hall of Fame.
3. ↑  "The 200 Greatest Singers of All Time". Rolling Stone (amerikansk engelsk). 2023-01-01. Hentet 2023-08-19.
4. ↑  Clarke, 2002, s. 9.
5. ↑  "About Billie Holiday," 2002.
6. ↑  "Billie Holiday Biography".
7. ↑  O'Meally, 1991, s. 64.
8. ↑  Dufour, 1999, s. 40–42.
9. ↑  Clarke, 2002, s. xiii.
10. ↑  "Billie Holiday Biography". Biography. A&E Television Networks. 2. april 2014. Hentet 30. november 2022. Sadie married Philip Gough in 1920...
11. ↑  Randolph, Elizabeth (2021-03-22). "Who Gave Billie Holiday the Nickname Lady Day?". Showbiz Cheat Sheet (amerikansk engelsk). Hentet 2024-05-21.
12. ↑  Nicholson, 1995, s. 21–22.
13. ↑  Nicholson, 1995, s. 18–23.
14. ↑  Ripatrazone, August 14, 2018.
15. ↑  Meares, Hadley (8. februar 2021). "Good Morning Heartache: The Life and Blues of Billie Holiday". Vanity Fair. Arkiveret fra originalen 7. december 2021.
16. ↑  Holiday; Dufty (1956). Lady Sings the Blues. s. 118. They had no more business putting me in that Catholic institution. . . . For years I used to dream about it and wake up hollering and screaming. My God, it's terrible what something like this does to you. It takes years and years to get over it; it haunts you and haunts you.
17. ↑  Nicholson, 1995, s. 22–24.
18. ↑  Holiday & Dufty, 1956, s. 13.
19. ↑  Nicholson, 1995, s. 35–37.
20. ↑  Vail, 1996, s. 32.
21. ↑  Nicholson, 1995, s. 35–39.
22. ↑  Nicholson, 1995, s. 39.
23. ↑  Gourse, 2000, s. 73.
24. ↑  Nicholson, 1995, s. 56.
25. ↑  Bush, 2003, s. 239–240.
26. ↑  Nicholson, 1995, s. 65.
27. ↑  Novaes, "The Composers".
28. ↑  Gourse, 2000, s. 73–74.
29. ↑  Sheldon, 2011, s. 334–350.
30. ↑  Holiday, Billie; Dufty, William (1956). Lady Sings the Blues.
31. ↑  Walker, November 2002.
32. ↑  Nicholson, 1995, s. 93–94.
33. ↑  Novaes, "Live Songs," 1937.
34. ↑  Billie Holiday - About the Singer | American Masters | PBS
35. ↑  Hege Duckert: Mitt grådige hjerte (s. 155-6)
36. ↑  Hege Duckert: Mitt grådige hjerte (s. 143)
37. ↑  Hege Duckert: Mitt grådige hjerte (s. 153)
38. ↑  Hege Duckert: Mitt grådige hjerte (s. 146)
39. ↑  Clean living in difficult circumstances: New Orleans, Storyville and Billie Holiday
40. ↑  Hege Duckert: Mitt grådige hjerte (s. 165)
41. ↑  Hege Duckert: Mitt grådige hjerte (s. 135-6)
42. ↑  Hege Duckert: Mitt grådige hjerte (s. 149-50)
43. ↑  Hege Duckert: Mitt grådige hjerte (s. 158-9)
44. ↑  Hege Duckert: Mitt grådige hjerte (s. 166-7)
45. ↑  Hege Duckert: Mitt grådige hjerte (s. 168-9)